# Ruzhin (dinastía jasídica)
Ruzhin es el nombre de una dinastía jasídica fundada por el Rabino Yisroel Friedman de Ruzhin (1796-1850) en la ciudad de Ruzhyn, Ucrania, hoy un asentamiento de tipo urbano en el Óblast de Zhytómyr, en Ucrania. Friedman fue el primer y el único Rebe de Ruzhin. Sin embargo, sus hijos y nietos fundaron sus propias dinastías jasídicas que se conocen colectivamente como la "Casa de Ruzhin". Estas dinastías, que siguen muchas de las tradiciones del Rebe de Ruzhin, son Bohush, Boyan, Chortkov, Husiatyn, Sadigura y Shtefanesht. Las dinastías de Vizhnitz y Vaslui están relacionadas con el Rebe de Ruzhin a través de sus hijas.

## Historia
El Rabino Yisroel Friedman era un descendiente directo a través de la línea masculina del rabino Dov Ber de Mezeritch, el Maguid de Mezhirichi (1704-1772), el principal discípulo de Israel ben Eliezer, el Baal Shem Tov.
El padre de Friedman, el rabino Sholom Shachne de Prohobisht (1769-1802), murió cuando él tenía seis años. El Rebe tenía un hermano mayor, Avrohom (1787–1812), que se convirtió en el Rebe de los jasidim de su padre tras la muerte de su padre. Cuando el Rabino Avrohom murió sin descendencia en 1812, el Rabino Yisroel se convirtió en Rebe primero en Skvira y luego en Ruzhyn, donde atrajo a miles de seguidores.
El Rebe de Ruzhin estableció un trono real para su corte, viviendo en una casa palaciega con espléndidos muebles, cabalgando en un carruaje plateado tirado por cuatro caballos blancos, estaba acompañado por un séquito de asistentes y vestía una kipá dorada y ropa elegante con botones de oro macizo.
Además de sus miles de jasidim, el Rebe ejerció una influencia significativa en Ucrania y Volinia a través de los matrimonios de sus seis hijos y cuatro hijas, que se casaron con otros rabinos jasídicos y con los hijos de banqueros adinerados.
El estilo de vida extravagante y el prestigio del Rebe despertaron la envidia del Zar Nicolás I y la ira de los maskilim judíos (los miembros del movimiento de la ilustración judía), este último grupo de judíos tramaba continuamente para provocar la caída del Rebe.
En 1838, en el apogeo de una investigación de dos años sobre el asesinato de dos informantes judíos, el Rebe fue acusado de complicidad en los asesinatos y fue encarcelado por el Zar. 
Fue puesto en libertad 22 meses después y puesto bajo vigilancia policial, ya que el Zar aún creía que fomentaba la oposición al gobierno.  
El Rebe huyó a Austria, país le otorgó la ciudadanía y la protección contra la extradición.
La Sinagoga Tiféret Israel en Jerusalén fue nombrada en honor al Rebe de Ruzhin, quien promovió su construcción. 
El Rebe restableció su corte en Sadigura, en Bucovina, en los Montes Cárpatos, donde construyó una casa palaciega y una sinagoga, y atrajo a miles de seguidores de toda Galitzia, Rusia y Rumanía. 
Todos los judíos de Sadigura se convirtieron en jasidim de Ruzhin.  
También estuvo activo en Israel como director del Kolel de Vohlin, recaudando y distribuyendo el dinero para apoyar a la comunidad jasídica en Eretz Israel, e inició la construcción de la Sinagoga Tiféret Israel en la Ciudad vieja de Jerusalén, la construcción fue completada por su hijo, el Rabino Avrohom Yaakov Friedman en 1872.
El Rebe pasó su última década en Sadigura, donde murió a la edad de 54 años, el 9 de octubre de 1850. 
Su tumba en Sadigura fue el lugar de enterramiento de dos de sus hijos, Avraham Yaakov de Sadigura y Dov Ber de Leova, y de otros miembros de su familia, y se convirtió en un santuario para los jasidim de Ruzhin.  
Su lápida fue destruida durante la Primera Guerra Mundial y luego reemplazada por una gran losa de hormigón. 
El hijo mayor del Rebe de Ruzhin, el Rabino Sholom Yosef Friedman (1813–1851), dirigió a los jasidim de su padre hasta su prematura muerte menos de un año después. 
El segundo hijo de Ruzhin, el rabino Avrohom Yaakov Friedman (1820-1883) se convirtió en el primer Rebe de Sadigura, y los otros hijos fundaron sus propias cortes jasídicas en otros lugares.

## Tradiciones de Ruzhin
Hasta el día de hoy, los Rebes de la Casa de Ruzhin conducen sus cortes regiamente, alegando descendencia del linaje real de la Casa de David, (Maljut Beit David). Entre las tradiciones practicadas por Rebe de la Casa de Ruzhin se encuentran: Pasar la mayor parte del día con sus jasidim, orando y aprendiendo en una habitación adjunta al Bet Midrash principal, llamada daven shtiebel (sala de oración). Llevar a cabo un Tish jasídico con sus jasidim y tratar las comidas con una devoción similar a la oración. Los Rebes de Ruzhin meditan durante sus comidas, no comen mucha carne y salan generosamente su comida en recuerdo de la sal ofrecida con los sacrificios del sagrado Templo de Jerusalén.

## Linaje
- Rebe Dov Ber de Rovne y Mezritsh, Volinia (1704-1772)

- Rebe Avrohom HaMalach (El ángel) (1740-1777), hijo del Rebe Dov Ber.

- Rebe Sholom Shachne de Prhobisht (1769-1802), hijo del Rebe Avrohom.

- Rebe Avrohom Friedman de Prhobisht (1787-1813), hijo del Rebe Sholom Shachna.

- Rebe Yisroel Friedman de Ruzhin (1796-1850), hijo de Rebe Sholom Shachna, primer Rebe de Ruzhin.

- Rebe Sholom Yosef Friedman de Sadiguer (1813-1851), hijo del Rebe Yisroel.

- Rebe Avrohom Yaakov Friedman de Sadiguer (1820-1883), hijo del Rebe Yisroel, primer Rebe de Sadigura.

- Rebe Itzjak Friedman de Boyan (1850-1917), hijo del Rebe Avrohom Yaakov Friedman, primer Rebe de Boyan.

- Rebe Yisroel Friedman de Sadiguer (1852-1907), hijo del Rebe Avrohom Yaakov Friedman, segundo Rebe de Sadigura.

- Rebe Dovid Moshe Friedman de Chortkov (1827-1903), hijo del Rabino Yisroel Friedman de Ruzhyn.

- Rebe Yisroel Friedman (1854-1934), segundo Rebe de Chortkov.

- Rebe Dov Ber Friedman (1882-1936), tercer Rebe de Chortkov.

- Rebe Yisroel Friedman de Chortkov-Mánchester, nieto del Rebe Dov Ber de Chortkov.